# Stari Đurovac
Stari Đurovac (cyr. Стари Ђуровац) – wieś w Serbii, w okręgu toplickim, w mieście Prokuplje. W 2011 roku liczyła 8 mieszkańców.